# 中國話 (歌曲)
〈中國話〉（英語：Chinese），是收錄於S.H.E《Play》專輯的首波主打歌，由中國大陸創作人鄭楠作曲，並和作詞人施人誠共同填詞的歌曲。跳脫以往主打歌的模式，挑戰中華文化最傳統的繞口令，並融合電子、舞曲、嘻哈、RAP，是繞口令與RAP混血的新曲風。
2008年北京奥运会期间，该歌曲也作为男子跳水比赛赛场的背景音乐使用。而在2022年北京冬奥会期间，代表中华台北参加女子速度滑冰1500米比赛的选手黄郁婷到达终点后，赛场上亦播放了该歌曲。

## 獎項
- 2007年 Hit Fm年度百首單曲第39位
- 2008年 Music Radio中國Top排行榜－港臺十五大年度金曲
- 2008年 中國歌曲排行榜－年度金曲
- 2008年 中國原創音樂流行榜－全國至尊金曲大獎
- 2008年 中國移動無線音樂頒獎盛典－最暢銷說唱金曲
- 2007年 東南勁爆音樂榜－勁爆十大金曲
- 2008年 加拿大至HIT中文歌曲排行榜－全國推崇十大歌曲（國語）
- 2007年 新城國語力頒獎禮－新城國語力歌曲
- 2007年 新城勁爆頒獎禮－新城勁爆國語歌曲大獎
- 2007年 CASH金帆音樂獎－最佳組合或樂隊演繹
- 2008年 SINA Music樂壇民意指數頒獎禮－我最喜愛至尊國語金曲
- 2008年 百度娛樂沸點－十大金曲

## 爭議
〈中國話〉將繞口令放在流行歌曲中作新嘗試，但歌詞內容被臺灣網友批評為「討好中共」，認為通行於華人間的華語不等同於中國話。更有網友批評此歌有諂媚中国大陸及造勢的嫌疑，也有不少臺灣及大陆的網友也認為S.H.E是為了迎合大陸市場而演唱此歌。不過華研國際音樂和其他網友持反對意見，認為音樂與政治應分開，甚至不能相提並論。
此歌原歌詞繞口令的「扁擔長 板凳寬」，誤成「扁擔寬 板凳長」的錯誤描述，也遭到批評。

## 改編
2016年12月，由該歌曲改編的、帶有東北話元素的《全世界都在說東北話》（或稱《東北话》）發布，作為電影《東北往事之破馬張飛》的國際版主題曲。其中男生版由賈乃亮、宋小寶、于洋組成的新東北天團“DBboys”合體演唱，女生版由馬麗、吳昕、丁寧、屈菁菁、孟美岐演繹的“SHEplus”合體演唱。

## 音樂錄影帶
| 歌名             | 執導   | 發佈日期       | 附註 |
| ---------------- | ------ | -------------- | ---- |
| 中国话（官方MV） | 馬宜中 | 2011年12月20日 |      |

## 歌曲排序
| 上一首歌： （無歌曲） | 中國話 | 中國話 | 下一首歌： 謝謝你的溫柔 |

## 外部連結
- YouTube上的《中國話》（官方MV）